# The Skeleton Key
The Skeleton Key (bra: A Chave Mestra; prt: A Chave) é um filme estadunidense de 2005, dos gêneros drama e suspense, dirigido por Iain Softley, com roteiro de Ehren Kruger.

## Sinopse
Caroline Ellis, uma enfermeira cansada de presenciar a morte de tantas pessoas, deixa seu emprego num hospital para ser "babá" de Ben, um homem que sofreu derrame, marido da rude senhora Violet Deveraux, que no primeiro dia de trabalho entrega a Caroline uma chave capaz de abrir todas as portas de sua enorme e horripilante casa. Com o passar do tempo, além de proibições misteriosas, a jovem ali depara-se também com sombrios segredos que ameaçam sua vida e suas crenças.

## Elenco
- Kate Hudson ..... Caroline Ellis
- Gena Rowlands ..... Violet Devereaux
- John Hurt ..... Ben Devereaux
- Peter Sarsgaard ..... Luke
- Joy Bryant ..... Jill
- Maxine Barnett ..... Mama Cynthia
- Fahnlohnee R. Harris ..... Hallie
- Thomas Uskali ..... Robertson Thorpe
- Forrest Landis ..... Martin Thorpe
- Jamie Lee Redmon ..... Grace Thorpe
- Ronald McCall ..... Papa Justify
- Jeryl Prescott ..... Mama Cecile
- Trula M. Marcus ..... enfermeira Trula
- Tonya Staten ..... enfermeira Audrey
- Deneen Tyler ..... enfermeira